# Test de Beilstein
Le test de Beilstein est un test chimique de détection d’halogènes (hors fluor) dans les composés organiques. Il a été développé par le chimiste Friedrich Konrad Beilstein en 1872.

## Mode opératoire
Il consiste à porter un fil de cuivre à l’incandescence au moyen d’un bec Bunsen (par exemple) et à le mettre en contact avec l’échantillon. En présence d’halogène, la flamme se colorera en vert après avoir réintroduit le fil dans la flamme, à la suite de la formation d’un halogénure de cuivre.

## Aspect sécurité
Des dioxines (certaines sont très toxiques) pouvant se former au cours de cette réaction, l’expérience doit être effectuée sous une hotte.